# 淵野辺
淵野辺（ふちのべ）は、神奈川県相模原市中央区の地名。現行行政地名は淵野辺一丁目から淵野辺五丁目。住居表示実施済区域。

## 地理
相模原市中央区の東部、JR東日本横浜線淵野辺駅の北口前を中心とする。横浜線を境に同じ中央区の矢部、鹿沼台、共和に隣接し、西端の淵野辺一丁目は矢部駅北口に近接する。西側は矢部新町（やべしんちょう）および在日米軍相模総合補給廠として住居表示未実施の大字矢部新田、上矢部に接する。北から東にかけては上矢部、淵野辺本町、東淵野辺に隣接する。
全域が相模原台地上に位置する。元は現在の五丁目に宙水に由来する小凹地と沼（菖蒲沼）があったが1950年代後半に埋め立てられて現在は沼は存在せず、概ね平坦な地形である。
一丁目・二丁目は元の陸軍兵器学校の敷地が転用された区域であり、周辺地域全体が横浜線や国道16号などと並行する北西–南東方向を軸とする地割を基本とする中で陸軍兵器学校のみがほぼ東西・南北を軸とする（厳密にはやや傾きがある）敷地をとったために、南に隣接する三丁目とともに周辺とは整合しない街路網が形成されている。敗戦後に旧兵器学校の敷地は細分されて学校や研究機関、工場、住宅などに転用された。
三丁目・四丁目は淵野辺駅北口を中心に商店街が形成され地域の商業地区となっており、一部は横浜線に並行して矢部駅前（元の相模総合補給廠南門）まで続いている。五丁目は工業地区であるが、そのうちの一部が撤退した後に青山学院大学が2003年（平成15年）に進出した。一丁目の麻布大学や近隣の町田市に本部を置き淵野辺駅北口側の貨物取扱施設跡にプラネット淵野辺キャンパスを開いた桜美林大学などともに淵野辺駅周辺は学生街の様相も持つようになってきている。
すでに全域が市街化されており、農地は残っていない。商業地区や学校、工場などに利用されている以外の土地は住宅地となっているが、1990年代以降は淵野辺駅前を中心に高層マンションの建設が相次いでいる。

### 地価
住宅地の地価は、2023年（令和5年）1月1日の公示地価によれば、淵野辺4-30-1の地点で22万6000円/m2となっている。

## 歴史
相模国高座郡に属する。住居表示実施以前の大字淵野辺は国道16号の南側まで広がり、明治初期以前の淵野辺村は現在は南区に属する古淵や西大沼、東大沼、大野台、若松の区域までも含んだ。1889年（明治22年）に高座郡大野村の一部となり、1941年（昭和16年）には高座郡相模原町、さらに同町が市制を施行した1954年（昭和29年）以降は相模原市の一部となっている。
段丘崖の下（ハケ）では湧水が得られ境川の河谷では水田が開かれたが、台地上は地下水位が低く、台地上を流れる河川もないため水を得ることが困難であったことから利用が遅れ、「相模野」と呼ばれる原野の一部となっていた。ただし、局部的に宙水に由来する小凹地と湿地または沼が散在し、前述の菖蒲沼（現・淵野辺五丁目）のほか、鹿沼（現・鹿沼台二丁目）、大沼（現・南区東大沼二丁目・三丁目）などでは水田が開かれたところもある。台地上の開墾が進むのは江戸時代後期以降のことである（後述）。

### 淵野辺村
古くからの集落は境川南岸の段丘崖の周辺（現・淵野辺本町）に分布する。中世には段丘崖付近の台地上を鎌倉街道のうちの一本が通過しており、現在もその古道が断片的に残存する。南北朝時代にはこの辺りを拠点とした淵辺義博の活動が伝えられており、現在の淵野辺本町三丁目には淵辺氏の居館跡（淵野辺城）が残されている。
江戸時代の淵野辺村は幕府、複数の旗本家のほか烏山藩との相給とされていた。周辺農村入会地となっていた台地上の原野の開墾が始まるのは江戸時代後期のことである。宝永年間に淵野辺村のほか、境川の対岸（武蔵国多摩郡）の木曽村、根岸村（いずれも現・町田市）の農民により大沼新田（現・南区西大沼、東大沼）が、享保年間には同じ淵野辺村、木曽村、根岸村から溝境新田（現・由野台付近）が開かれた。文政年間に開墾が進められた淵野辺新田（現・共和、東淵野辺）には当時幕府の勘定方出役であった最上徳内が斡旋に関与している。大沼や鹿沼は水源とするには水量が乏しく、新田はいずれも畑地として開墾された。また、薪炭を確保するために雑木林が整備され、その一部は大沼新田の周辺で現在も比較的広い面積が残存している。幕末から明治に入り、横浜港からの生糸の輸出が盛んになると、この地域でも養蚕が発展し、台地上には桑畑が広がるようになった。
幕府の崩壊後、1868年（慶応4年・明治元年）に神奈川府が設置されると、当村のうち旧幕府・旗本領分は同府（まもなく神奈川県と改称）の管轄となった。烏山藩領分も、1871年（明治4年）7月の廃藩置県で烏山県の管轄とされたのち、同年11月の府県再編で神奈川県に移管された結果、当村の全域が神奈川県の所属となった。1889年4月1日の町村制施行に伴う明治の大合併で同じ高座郡の上矢部村、矢部新田村、鵜野森村、上鶴間村と合併して高座郡大野村の一部となった。

### 大字淵野辺
大野村の発足とともに、旧淵野辺村は大野村の大字淵野辺となり、位置的に同村の中央にあたる当大字南東部、下長久保の神奈川往還沿い（現・南区古淵三丁目）に村役場が置かれた（現・大野中まちづくりセンター）。
1908年（明治41年）、横浜鉄道（現JR横浜線）の開業とともに淵野辺駅が開設されると駅前の市街化が始まり、大野村北部の中心としてだけでなく，近隣の溝村（のち上溝町）や田名村（いずれも現・相模原市中央区）、東京府南多摩郡忠生村（現・町田市）などへの玄関口としても発展した。
1937年（昭和12年）、当時の座間村および新磯村（現・座間市、相模原市南区」）に陸軍士官学校が移転してきたことを皮切りに相模原では陸軍施設の移転・新設が相次ぎ、急速に軍都の様相を呈するようになってきた。当大字周辺では1938年（昭和13年）、隣接する上矢部、矢部新田および相原村の小山にかけての広大な敷地（現・中央区上矢部、矢部新田、小山）に相模兵器製造所（1940年に相模陸軍造兵廠）が開設されたのに続いて、同年に陸軍工科学校（1940年に陸軍兵器学校。上矢部、矢部新田：現・淵野辺一丁目・二丁目）、1943年（昭和18年）に陸軍機甲整備学校（淵野辺、上溝：現・高根三丁目、由野台三丁目、弥栄三丁目）が相次いで開校した。
相次ぐ陸軍施設の開設に伴い、高座郡北部の各町村では軍部の後押しもあって大合併の上、一大軍事都市を作る気運が高まり、1941年（昭和16年）4月29日（天長節）に大野村と上溝町、座間町、相原村ほか4村が合併して高座郡相模原町が発足した。これに先立ち1940年（昭和15年）12月には合併前の大野村、上溝町、相原村にまたがって相模陸軍造兵廠を中心とする計画都市を建設する区画整理事業が神奈川県によって着工された（相模原市#昭和時代および相模原町の発足を参照）。当大字は相模原町の大字になるとともに、町役場が当大字内に設置された県の相模原都市建設区画整理事務所（現。鹿沼台一丁目。大野北まちづくりセンター付近）内に暫定的に置かれた（1941年9月に町役場は旧上溝町役場に移転した）。1954年（昭和29年）11月20日の市制施行による相模原市の成立とともに、同市の大字となった。この間、1941年に当大字の南部が大字大沼として、1952年（昭和27年）には東部が大字古淵として分立した結果、当大字は元の北半部のみに縮小した。
1945年（昭和20年）の敗戦後、旧陸軍施設の中には陸軍兵器学校のように細分され学校や研究施設などに転用されたものもあるが、相模陸軍造兵廠と陸軍機甲学校は進駐軍に接収され、そのままそれぞれ在日米軍の相模総合補給廠、キャンプ淵野辺として利用された。さらに、敗戦前は軍需関連工場であった淵野辺駅南東方の区画（現・淵野辺五丁目）が1951年（昭和26年）に接収されて相模工廠淵野辺工場として利用された。相摸工廠淵野辺工場は1960年（昭和35年）に返還されて一般の工場用地となったが、キャンプ淵野辺の返還は1974年（昭和49年）にまでずれ込んだ。
この間、それまでは境川南岸沿いの旧集落と淵野辺駅北口周辺などに限られていた市街地が急速に拡大した。市街化の進行とともに相模原市は住居表示事業に着手し、当大字のうち横浜線以南の区域の一部が第2期の実施対象区域となって1965年（昭和40年）7月1日に当大字から分離した（現・相生、鹿沼台、共和）。以後、当大字内では以下の順に住居表示が行われた。
- 1965年（昭和40年）7月1日 - 相生一丁目・二丁目（三丁目・四丁目は大字上溝から）、鹿沼台一丁目・二丁目、共和一丁目〜四丁目
- 1966年（昭和41年）7月1日 - 淵野辺二丁目〜五丁目（一丁目および二丁目の大部分は大字上矢部、矢部新田から）
- 1968年（昭和43年）7月1日 - 高根一丁目・二丁目、由野台一丁目・二丁目
- 1973年（昭和48年）7月1日 - 大野台三丁目（大部分は大字大沼から）
- 1978年（昭和53年）7月1日 - 淵野辺本町一丁目〜五丁目
- 1984年（昭和59年）7月1日 - 高根三丁目、由野台三丁目（キャンプ淵野辺跡地）
- 1985年（昭和60年）7月1日 - 東淵野辺一丁目〜五丁目

1985年（昭和60年）7月1日に東淵野辺一丁目〜五丁目が新設されたことで「大字淵野辺」は消滅した。一方で、この間に住居表示による新町名として「淵野辺」「淵野辺本町」が新設されている。このうち、淵野辺一丁目および二丁目の大部分は元の大字上矢部および矢部新田の一部である。
なお併せて、元は大字淵野辺の一部であった大字大沼、古淵における住居表示の経過を以下に掲げる。
- 大字大沼
  - 1970年（昭和45年）7月1日 - 御園一丁目・三丁目（二丁目は大字鵜野森、三丁目の一部および四丁目は大字磯部、五丁目は大字鵜野森、上鶴間、磯部から）
  - 1972年（昭和47年）10月1日 - 西大沼一丁目〜五丁目、東大沼一丁目〜四丁目、若松一丁目〜六丁目（一丁目〜三丁目・五丁目の一部は大字鵜野森から）
  - 1973年（昭和48年）7月1日 - 大野台一丁目〜八丁目（三丁目の一部は大字淵野辺から）
  - 1991年（平成3年）10月1日 - 古淵二丁目・三丁目（一部は大字古淵から）
  - 1997年（平成9年）11月1日 - 古淵六丁目（大字大沼消滅）
- 大字古淵
  - 1991年（平成3年）10月1日 - 古淵一丁目〜五丁目（二丁目・三丁目の大部分は大字大沼から。大字古淵消滅）

## 世帯数と人口
2020年（令和2年）10月1日現在（国勢調査）の世帯数と人口（総務省調べ）は以下の通りである。
| 丁目         | 世帯数    | 人口     |
| ------------ | --------- | -------- |
| 淵野辺一丁目 | 1,350世帯 | 2,711人  |
| 淵野辺二丁目 | 2,363世帯 | 5,779人  |
| 淵野辺三丁目 | 2,148世帯 | 3,649人  |
| 淵野辺四丁目 | 2,063世帯 | 3,365人  |
| 淵野辺五丁目 | 550世帯   | 1,040人  |
| 計           | 8,474世帯 | 16,544人 |

### 人口の変遷
国勢調査による人口の推移。
| 年                 | 人口   |
| ------------------ | ------ |
| 1995年（平成7年）  | 11,700 |
| 2000年（平成12年） | 13,457 |
| 2005年（平成17年） | 13,695 |
| 2010年（平成22年） | 13,883 |
| 2015年（平成27年） | 14,903 |
| 2020年（令和2年）  | 16,544 |

### 世帯数の変遷
国勢調査による世帯数の推移。
| 年                 | 世帯数 |
| ------------------ | ------ |
| 1995年（平成7年）  | 5,039  |
| 2000年（平成12年） | 6,006  |
| 2005年（平成17年） | 6,465  |
| 2010年（平成22年） | 6,911  |
| 2015年（平成27年） | 7,408  |
| 2020年（令和2年）  | 8,474  |

## 学区
市立小・中学校に通う場合、学区は以下の通りとなる（2023年5月時点）。
| 丁目         | 番地                    | 小学校                   | 中学校                 |
| ------------ | ----------------------- | ------------------------ | ---------------------- |
| 淵野辺一丁目 | 全域                    | 相模原市立淵野辺小学校   | 相模原市立大野北中学校 |
| 淵野辺二丁目 | 5番11〜62号 6番         | 相模原市立淵野辺小学校   | 相模原市立大野北中学校 |
| 淵野辺二丁目 | 1～4番 5番8号 7番～34番 | 相模原市立大野北小学校   | 相模原市立大野北中学校 |
| 淵野辺三丁目 | 全域                    | 相模原市立淵野辺小学校   | 相模原市立大野北中学校 |
| 淵野辺四丁目 | 1〜9番 11〜39番         | 相模原市立淵野辺小学校   | 相模原市立大野北中学校 |
| 淵野辺四丁目 | 10番                    | 相模原市立大野北小学校   | 相模原市立大野北中学校 |
| 淵野辺五丁目 | 1〜9番 10番13〜19号     | 相模原市立淵野辺小学校   | 相模原市立大野北中学校 |
| 淵野辺五丁目 | その他                  | 相模原市立淵野辺東小学校 | 相模原市立共和中学校   |

## 事業所
2021年（令和3年）現在の経済センサス調査による事業所数と従業員数は以下の通りである。
| 丁目         | 事業所数  | 従業員数 |
| ------------ | --------- | -------- |
| 淵野辺一丁目 | 91事業所  | 1,945人  |
| 淵野辺二丁目 | 69事業所  | 2,174人  |
| 淵野辺三丁目 | 217事業所 | 1,897人  |
| 淵野辺四丁目 | 186事業所 | 1,702人  |
| 淵野辺五丁目 | 26事業所  | 1,421人  |
| 計           | 589事業所 | 9,139人  |

### 事業者数の変遷
経済センサスによる事業所数の推移。
| 年                 | 事業者数 |
| ------------------ | -------- |
| 2016年（平成28年） | 592      |
| 2021年（令和3年）  | 589      |

### 従業員数の変遷
経済センサスによる従業員数の推移。
| 年                 | 従業員数 |
| ------------------ | -------- |
| 2016年（平成28年） | 8,867    |
| 2021年（令和3年）  | 9,139    |

## 交通

### 鉄道
- 東日本旅客鉄道（JR東日本）横浜線
  - 淵野辺駅
  - 矢部駅（所在地は矢部三丁目）

### 道路
- 神奈川県道57号相模原大蔵町線
- 神奈川県道502号淵野辺停車場線

## 施設
教育
- 小学校
  - 相模原市立大野北小学校
  - 相模原市立淵野辺小学校
- 中学校
  - 相模原市立大野北中学校
- 高等学校
  - 麻布大学附属高等学校
- 大学
  - 麻布大学
  - 青山学院大学相模原キャンパス
  - 桜美林大学プラネット淵野辺キャンパス

児童福祉機関
- 相模原市児童相談所
- 県北地域児童相談所
  - 両施設は同一の住所に所在する。相模原市の政令指定都市移行により市内の児童福祉業務は相模原市に移管された。県の県北地域児童相談所が現在所管しているのは大和市のみである。

病院
- 渕野辺総合病院
- JCHO相模野病院

商業・銀行
- エスポット淵野辺店
- フードワン淵野辺店（三和系列）
- 横浜銀行淵野辺支店

工場・研究施設
- 富士工業相模原工場
- 日本シュルンベルジェ SKKテクノロジーセンター
- 防衛装備庁陸上装備研究所

## その他

### 日本郵便
- 郵便番号 : 252-0206[3]（集配局 : 相模原郵便局[15]）。